# Православни манастири у Федерацији Босне и Херцеговине
Православни манастири у Федерацији Босне и Херцеговине су културно-историјски споменици и духовна средишта српског народа на територији Федерације Босне и Херцеговине и налазе се под ингеренцијама Српске православне цркве.

## Списак православних манастира у Федерацији Босне и Херцеговине
- Манастир Веселиње, Врба, општина Гламоч
- Манастир Возућа, Возућа, општина Завидовићи
- Манастир Житомислић, Житомислићи, град Мостар
- Манастир Завала, Завала, општина Равно
- Манастир Рмањ, Мартин Брод, Град Бихаћ
- Манастир Рожањ, Рожањ, општина Сапна

### Угашени манастири
- Манастир Удрим у Гостовићу, недалеко од Завидовића

## Галерија
- Манастир Возућа
- Манастир Житомислић
- Манастир Завала
- Манастир Рмањ
- Манастир Рожањ
- Манастир Удрим, макета, Музеј у Добоју